# Jean-Charles François de Ladoucette

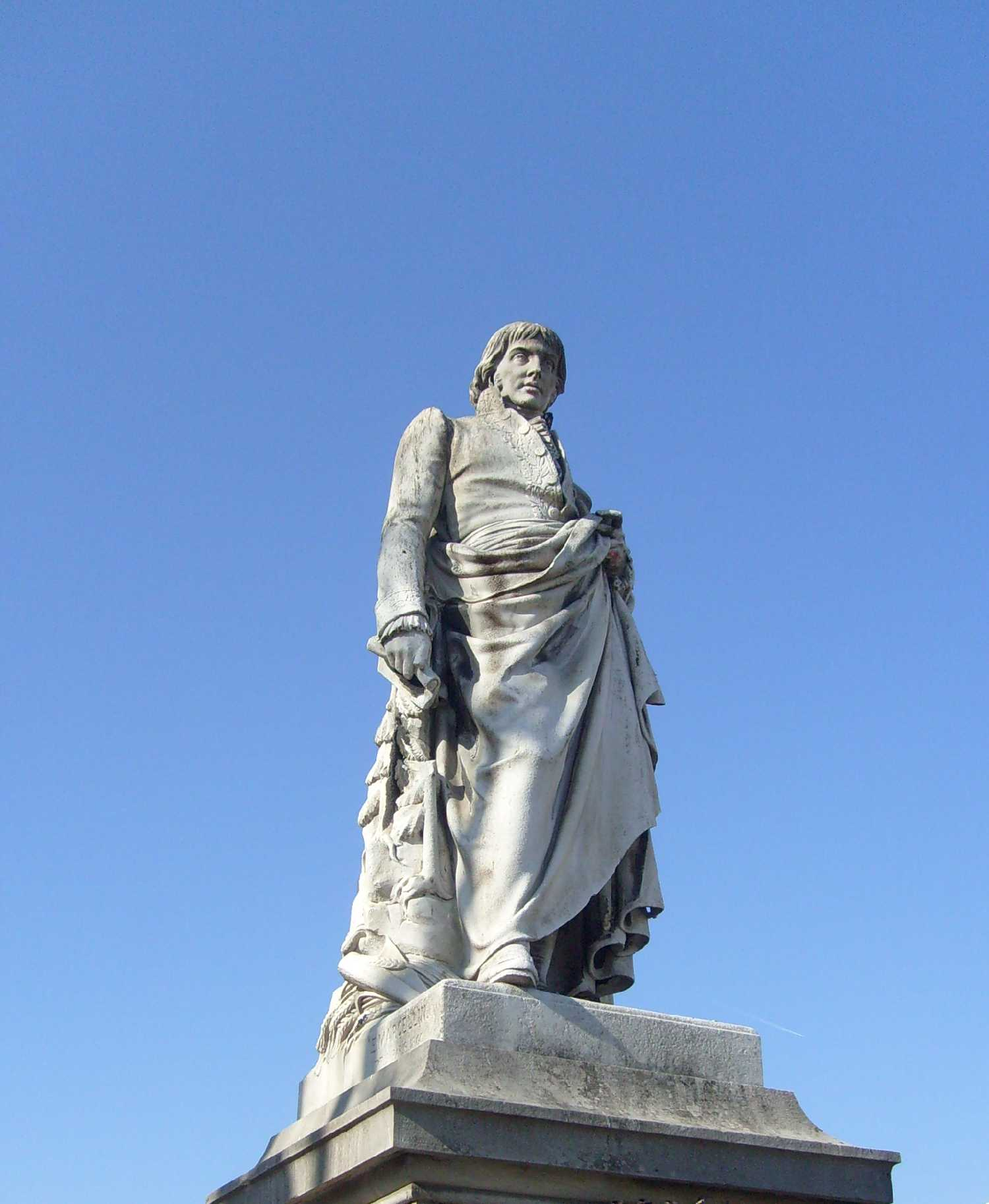
Pomnik Ladoucette'a w Gap (autor: Jean Marcellin)

Jean-Charles François de Ladoucette, baron Cesarstwa (ur. 3 października 1772 w Nancy, zm. 19 marca 1848 w Paryżu) – francuski szlachcic, działacz gospodarczy i polityczny, publicysta.
Do 1790 r. studiował prawo w Nancy, następnie wstąpił do Gwardii Narodowej. W roku IX według kalendarza rewolucyjnego został radnym miejskim w Villers-sur-Meuse. W 1802 r. został drugim z rzędu prefektem francuskiego departamentu Hautes-Alpes. Urząd ten pełnił do 1809 r., kiedy to został podniesiony do godności barona cesarstwa i mianowany prefektem ówczesnego departamentu Roer. W 1815 r., podczas napoleońskich "Stu Dni", był prefektem departamentu Moselle. Pełnił funkcję sekretarza Rady Stanu w Paryżu. Od 1834 r. do 24 lutego 1848 r. był deputowanym z Briey w departamencie Moselle (obecnie departament Meurthe i Mozela).
Zasłużył się zwłaszcza dla rozwoju gospodarczego i społeczno-kulturalnego departamentu Hautes-Alpes. Polecił wybudować nowoczesne drogi kołowe, łączące stolicę departamentu, Gap, z Italią (przez przełęcz Montgenèvre) oraz z doliną Drôme (przez przełęcz Cabre). Budowę drogi przez Montgenèvre wsparł kwotą 25 tys. franków ze swych prywatnych zasobów. Rozwijał rolnictwo, inicjował budowy kanałów irygacyjnych. Rozwinął akcję zalesiania ogromnych górskich nieużytków, polecając zorganizować w Gap pierwszą szkółkę leśną. Był członkiem założycielem Towarzystwa Naukowego Hautes-Alpes („Société d'études des Hautes-Alpes”, 1802), członkiem Francuskiego Narodowego Towarzystwa Archeologicznego („Société nationale des antiquaires de France”, 1818 – 1836) i członkiem korespondentem Komitetu Prac Historycznych i Naukowych („Comité des travaux historiques et scientifiques”, 1843-1844). W 1804 r. założył pierwsze muzeum w Gap. Wspierał pierwsze zorganizowane wykopaliska archeologiczne w regionie i doprowadził do spisania i wydania dziejów departamentu („Histoire des Hautes-Alpes”), w którym to dziele zanotowano m.in. szereg zabytków lokalnej gwary „haut-alpin”.
Jego postać upamiętnia posąg z białego marmuru (autor: rzeźbiarz z Gap, Jean Marcellin), wzniesiony w 1866 r. na głównym placu Gap na podstawie dekretu cesarskiego z 29 listopada 1861 r.